# 周君亮
周君亮（1925年2月22日—2023年4月30日），江苏无锡人，中国水工建筑物设计专家。1949年毕业于复旦大学。1995年当选为中国工程院院士。